# Jorge Larrionda
Jorge Luis Larrionda Pietrafesa (Montevideo, 9 maart 1968) is een Uruguayaanse voetbalscheidsrechter actief op mondiaal niveau. Larrionda was een van de in totaal 23 scheidsrechters tijdens het Wereldkampioenschap voetbal 2006 in Duitsland.
Larrionda fluit sinds 2003 op internationaal niveau in dienst van de FIFA, en de CONMEBOL. Hij floot onder andere wedstrijden in de Confederations Cup, Copa Libertadores, Wereldkampioenschap voetbal voor clubs, en in WK-kwalificatiewedstrijden. Larrionda kreeg bekendheid door de wedstrijd Duitsland-Engeland op het Wereldkampioenschap voetbal 2010, waar hij een doelpunt van Engeland niet toekende. Dit was niet de eerste keer dat hij een omstreden beslissing nam. Tijdens Brazilië-Colombia op 13 april 2004 werd een doelpunt van Adriano in gelijkaardige omstandigheden niet toegekend door hem. De beelden toonden aan dat de bal 53 cm over de lijn was.
Ook daarbuiten is Larrionda geen onbeschreven blad. Bij het WK 2002 werd hij in extremis teruggetrokken door zijn eigen federatie die met een omkoopschandaal zat. In 2006 was hij wel van de partij en floot hij Italië-Verenigde Staten.

## Statistieken
| evenement                        | wed | Kreeg geel | Kreeg voor de tweede keer geel en dus rood | Weggestuurd |
| -------------------------------- | --- | ---------- | ------------------------------------------ | ----------- |
| Confederations Cup 2003          | 3   | 15         | 0                                          | 0           |
| WK voor clubs 2004               | 1   | 6          | 0                                          | 0           |
| Copa Libertadores 2006           | 3   | 12         | 2                                          | 0           |
| CONMEBOL WK kwalificatie 2006    | 4   | 15         | 0                                          | 0           |
| Wereldkampioenschap voetbal 2006 | 2   | 7          | 1                                          | 2           |
| Totaal                           | 13  | 55         | 3                                          | 2           |

* Bijgewerkt tot 20 juni 2006